# Голланд, Ян Давид
Ян Давид Голланд (нем. Johann David Holland; пол. Jan Dawid Holland) — композитор, дирижёр и преподаватель немецкого происхождения, который работал в Пруссии, Речи Посполитой и Российской империи.

## Биография
Родился на территории тогдашней Пруссии в городе Сант-Андреасберге. Музыкальное образование получил в Берлине, одним из учителей которого был Филлип Иоганн Кирнбергер. После чего в 1771 году переехал в Гамбург, где работал в качестве капельмейстера в соборе святой Екатарины и директора музыки в кафедральном соборе. Большое влияние на его творчество оказало содружество с Карлом Филиппом Эммануэлем Бахом — известным немецким композитором и клавесинистом, вторым сыном Иоганна Себастьяна Баха. В Гамбурге появляются первые симфонии, оратории, кантаты, вокальные и инструментальные пьесы композитора, которые пользуются широкой популярностью у здешней публики.
В поисках дальнейшего совершенствования своего творческого потенциала в 1782 году Ян Голланд переезжает в Варшаву, столицу Речи Посполитой. Здесь он встречается с Каролем Станиславом Радзвилом, по приглашению которого в 1783 году переезжает в Несвиж, и получает должность придворного дирижера и композитора.
В Несвиже Ян Голланд пишет свои основные крупные произведения, впоследствии ставшие классикой белорусской музыки. Одним из таких произведений стал опера «Агатка, альбо Прыезд пана», которая считается первой белорусской национальной оперой. Она была написана в 1784 г. на либретто князя Мацея Радзивила и посвящена приезду короля Речи Посполитой Станислава Августа Понятовского, чей образ был прописан в опере в качестве защитника влюбленных. Опера имела типичные черты комической оперы того времени. Успех оперы превзошёл все ожидания, а её популярность была столь велика, что впоследствии она более чем 40 лет шла на сценах оперных театров Европы.
Уже через год, в 1785 г., появилась следующая опера — «Чужое багацце нікому не служыць», представлявшая собой комедийный развлекательный спектакль с поучительным сюжетом. На смену королю пришёл удалой юноша, который сам строит свое счастье и судьбу.
В 1795 г. Речь Посполитая как самостоятельное государство прекратила свое существование, а её территории были поделена между Россией, Пруссией и
Австрией. Политическое и финансовое положение магнатского рода Радзивилов
значительно ослабело и Яну Голланду пришлось искать новое место работы. Он переезжает в Вильно, бывшую столицу Великого княжества Литовского, после разделения ставшим региональным центом Российской империи, где в 1802 году композитор получает должность профессора Виленского университете. На этом посту преподает музыкально-теоретические дисциплины, фортепиано, руководит хором и оркестром. Здесь же выходит его труд — «Академический трактат о настоящем искусстве музыки», в котором композитор обобщил накопленные им теоретические знания и практический опыт в области музыкального искусства. В Вильно Ян Голланд прожил до своей кончины в 1827 году.